# Miguel Jerónimo Garmendia
Miguel Jerónimo Garmendia fue un militar y funcionario que intervino en la defensa del Virreinato del Río de la Plata contra las Invasiones Inglesas.

## Biografía
Miguel Jerónimo Garmendia (o Gerónimo) fue "Receptor del ramo de Arbitrios de Santa Fe" desde 1783 hasta fines de ese siglo.
Luchó en las Invasiones Inglesas y tras la derrota de Santiago de Liniers en el combate de Miserere, Garmendia se encontró entre quienes dispusieron las medidas de defensa de la ciudad bajo las órdenes del Cabildo de Buenos Aires dirigido por Martín de Álzaga.
El Cabildo dispuso que se retiraran los víveres del Almacén General y se llevaran al cuartel del Tercio de Miñones de Cataluña, contiguo al Cabildo, quedando Garmendia con la responsabilidad de distribuirla entre las tropas.
Tras la victoria, continuó revistando en las milicias urbanas de Buenos Aires donde alcanzó en 1809 el grado de teniente coronel graduado.
Asistió al cabildo abierto del 22 de mayo de 1810, en el que adhirió al voto de Cornelio Saavedra.
Aun cuando el 30 de septiembre de 1814 fue confirmado en el rango de teniente coronel de infantería, el 9 de octubre de ese año su carrera militar quedó trunca, recibiendo un nombramiento de vista 4.º de la Aduana de Buenos Aires.
Había casado con Isabel Robredo y Almandos, hija del español oriundo de Santander, Don Simón Sainz de Robredo y Alonso de Castro, comerciante y hacendado que supo hacer negocios de ventas de mulas con Don Martín de Sarratea, y Doña Escolásticas de Almados y Puebla, hermana de Don Domingo (Sainz de) Robredo, Director de la Aduana de Buenos Aires.